# Žítková
Žítková (deutsch Schitkowa) ist eine Gemeinde in Tschechien. Sie befindet sich 18 Kilometer östlich von Uherský Brod in den Weißen Karpaten an der Grenze zur Slowakei und gehört zum Okres Uherské Hradiště.

## Geographie
Die Streusiedlung breitet sich im Tal des Žítkovský potok sowie rechtsseitig des Baches am Hang des Žítkovský vrch (669 m), der das Zentrum des Orts bildet, aus. Der Erholungsort ist Teil der mährischen Kopanice. Auf dem Gemeindegebiet befinden sich die Naturreservate Hutě und Pod Žítkovským vrchem. Nördlich erhebt sich der Lokov (738 m). Etwa 20 Paseken der Siedlung gehören zum Kataster von Pitín.
Nachbarorte sind Vlčí Vrch im Osten, Starý Hrozenkov im Süden sowie Bzová im Nordwesten.

## Geschichte
Das Gebiet des Ortes war ursprünglich ein Teil der seit 1261 nachweisbaren Ansiedlung Vysoká Lhota na Hrozenkovském potoku. Auf dem Berg Lokov befand sich die hölzerne Burg Kuban, die durch Feuer vernichtet wurde. Im 16. und 17. Jahrhundert wurde die Gegend durch die Einfälle von Tataren, Türken und Kuruzen verwüstet und verödete. 1750 lebten in dem Tal eine Hexe und Wahrsagerin. Die Glashütte im Weiler Hutě wurde im 18. Jahrhundert bei kriegerischen Handlungen zerstört.
Ab 1829 ist die Existenz der Siedlung Žítková belegt. Die Bewohner des Ortes lebten in bescheidenen Verhältnissen von der Landwirtschaft.
Bis in die Mitte des 20. Jahrhunderts blieb das Dorf von neuzeitlichen Errungenschaften verschont. 1948 wurde der Ort elektrifiziert und 1950 fuhr der erste Autobus nach Žítková.

## Gemeindegliederung
Für die Gemeinde Žítková sind keine Ortsteile ausgewiesen. Zum Ort gehören mehrere Weiler, darunter Koprvasy, Boky, Lazy, Hutě, Dolany, Rokytová, Skaličí, Pod Lokovem, Doliny, Hodůlky und Hučaky.

## Sehenswürdigkeiten
- Kapelle der Jungfrau Maria der Kopanice in Pitínské Paseky, erbaut 1990–1991
- Naturlehrpfad Moravské Kopanice
- Häuser in volkstümlicher Bauweise